# Dicaeum geelvinkianum
Dicaeum geelvinkianum е вид птица от семейство Dicaeidae.

## Разпространение
Видът е разпространен в Австралия, Индонезия и Папуа Нова Гвинея.